# Antonio Barezzi
Antonio Barezzi (Busseto, 23 dicembre 1787 – Busseto, 21 luglio 1867) è stato un mecenate italiano, scopritore e sostenitore del talento di Giuseppe Verdi, del quale fu finanziatore e divenne suocero.

## Biografia
Titolare di un grande negozio di generi alimentari e liquori a Busseto, Antonio Barezzi era anche grossista e possidente terriero, nonché piccolo produttore di liquori, motivo per cui era entrato in contatto con il padre di Verdi, Carlo, già a inizio Ottocento. Barezzi era inoltre l'animatore culturale e musicale della cittadina: sin dalla fondazione dell'Orchestra Filarmonica Bussetana, da lui istituita il 16 agosto 1813, la sua casa ne era divenuta sede e in seguito fu il luogo delle prime esibizioni pubbliche del giovane Verdi, che cominciò a frequentarla dall'età di dieci anni. Egli stesso era musicista dilettante nel flauto, nel clarinetto, nel corno e nell'oficleide. Barezzi rappresentò per Verdi una figura quasi paterna oltre che un vero mecenate: decise di ospitarlo in casa propria dal 1831, e con il suo sostegno economico nel 1832 gli permise di recarsi a Milano per approfondire e perfezionare gli studi musicali con maestri del calibro di Vincenzo Lavigna.

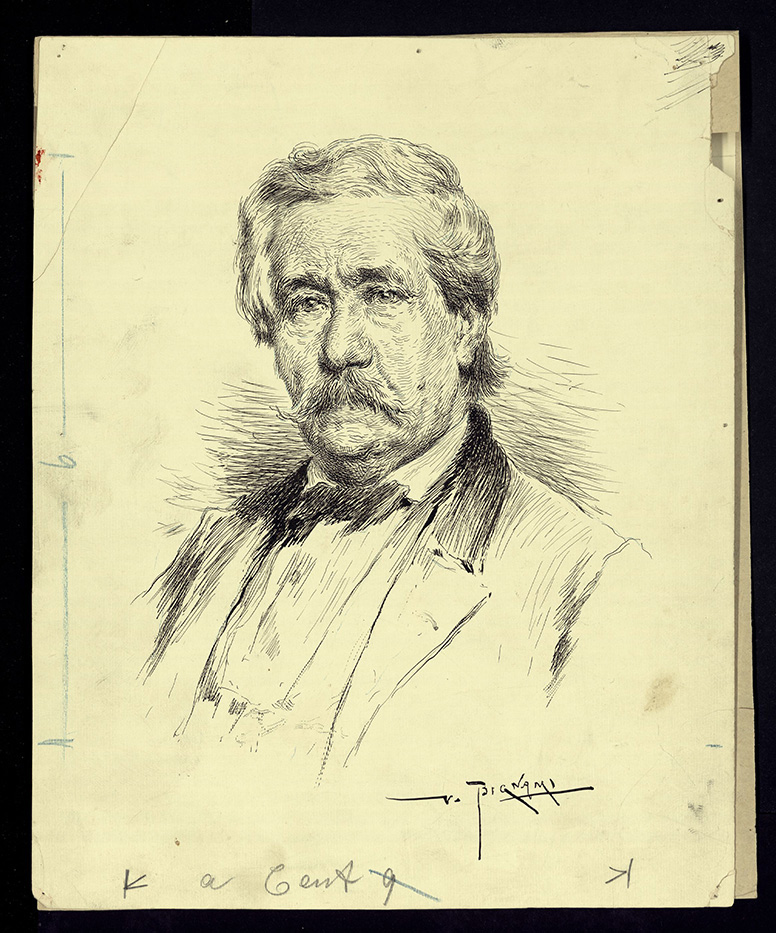
Ritratto di Antonio Barezzi, imprenditore (1787-1867), prima del 1929

Sempre grazie all'intervento di Barezzi, il 5 marzo 1836 Verdi ottenne l'incarico di maestro di musica del comune di Busseto, nonché la carica di organista presso la parrocchia, il primo incarico stabile del giovane maestro. Dopo tre anni Verdi, ancora una volta sostenuto da Barezzi, lascerà Busseto per recarsi stabilmente a Milano.
Nel 1836 Verdi sposò la figlia di Barezzi Margherita e da questa unione nacquero Virginia ed Icilio. Le morti premature per malattia dei due figli e della moglie, avvenute tra il 1839 ed il 1840, gettarono Verdi nella più cupa disperazione. Solo grazie all'aiuto del Barezzi, che gli fu sempre vicino, e dell'impresario della Scala Bartolomeo Merelli il compositore si riavvicinò alla musica. Avviato ormai al successo, Verdi volle con sé Barezzi alle prime di Macbeth (Firenze, 12 marzo 1847) e di Luisa Miller (Napoli, 8 dicembre 1849). Come dimostrazione di eterna riconoscenza, Verdi gli dedicherà proprio lo spartito del Macbeth.
Successivamente Barezzi protesse e aiutò anche un altro giovane di talento, Emanuele Muzio, che diventerà stretto collaboratore di Verdi e uno dei grandi direttori d'orchestra del Ottocento.
Antonio Barezzi morì nella sua casa di Busseto nel 1867. Dal 2001 Casa Barezzi è sede di un museo di cimeli verdiani.